# Panara thisbe
Panara thisbe är en fjärilsart som beskrevs av Fabricius 1781. Panara thisbe ingår i släktet Panara och familjen Riodinidae. Inga underarter finns listade i Catalogue of Life.